# Love Story (1970)
Love Story is een Amerikaanse romantische dramafilm uit 1970 van regisseur Arthur Hiller. Schrijver Erich Segal schreef het verhaal oorspronkelijk als filmscenario, maar gaf het toch eerst als boekbewerking uit.

## Verhaal
Oliver Barrett IV (Ryan O'Neal) is een koppige rechtenstudent aan Harvard die een gouden toekomst in het vooruitzicht heeft. Hij weigert echter in het gespreide bedje te gaan liggen dat zijn vader (Ray Milland) voor hem in gedachten heeft. Als Barrett verliefd wordt op de minderbedeelde, maar charmante muziekstudente Jennifer Cavalleri (Ali MacGraw), heeft hij daarom geen boodschap aan zijn vaders afkeuring van hun relatie. Die trekt daarop zijn handen financieel totaal van zijn zoon af, waarna Barrett en Cavalleri het samen zo goed en zo kwaad als het kan moeten zien te rooien. Na een romantische tijd samen, trouwt het stel. Wanneer ze een kind proberen te krijgen, raakt Cavalleri maar niet zwanger, waarna ze een bezoek aan de dokter brengen. Daar krijgt Barrett te horen dat zijn vrouw terminaal ziek is. Hoewel hij dit in eerste instantie voor haar achterhoudt om haar overige tijd zo zorgeloos mogelijk te houden, komt ze achter de waarheid. Terwijl Cavalleri aftakelt, wil Barrett haar laatste dagen nog zo fijn mogelijk maken, terwijl zij hem ondertussen met zo min mogelijk verdriet wil achterlaten wanneer ze sterft.

## Rolverdeling
| Acteur      | Personage          |
| ----------- | ------------------ |
| Ali MacGraw | Jenny              |
| Ryan O'Neal | Oliver             |
| John Marley | Phil               |
| Ray Milland | Oliver Barrett III |

## Oscars & Golden Globes
Love Story werd genomineerd voor zeven Academy Awards. De Oscarnominatie voor beste muziek (Francis Lai) werd verzilverd, die voor beste mannelijke hoofdrol (Ryan O'Neal), beste vrouwelijke hoofdrol (Ali MacGraw), beste mannelijke bijrol (John Marley ), beste regisseur, beste film en beste verhaal gebaseerd op feitelijk materiaal, niet. Van de zeven Golden Globes waar Love Story ook onder meer voor werd genomineerd, won het er vijf.

## Muziek
De originele filmmuziek is gecomponeerd door Francis Lai en werd uitgevoerd door onder andere Francis Lai & His Orchestra. Deze muziek is ook uitgebracht op een soundtrackalbum. Het bekendste nummer, Theme from Love Story, stond in verscheidene hitlijsten.